# Ото II фон Волденберг
Ото II фон Волденберг (на немски: Otto II von Woldenberg; * пр. 1267; † 3 август 1331, Хилдесхайм) е граф на Волденберг и 35. епископ на Хилдесхайм (1319 – 1331).

## Произход и управление
Той е син на граф Хайнрих II фон Волденберг († 14 декември 1273) и съпругата му графиня Кунигунда фон Люхов, дъщеря на граф Хайнрих фон Люхов († сл. 1236) и Гербургис фон Роден († сл. 1245). Внук е на граф Херман I фон Волденберг-Харцбург († 1243/1244) и София фон Еверщайн († сл. 1272), дъщеря на граф Албрехт IV фон Еверщайн († 1214) и Агнес Баварска фон Вителсбах († сл. 1219). Сестра му Гербурга фон Волденберг († сл. 1332) е монахиня в Диздорф (1313 – 1332). Сестра му Мехтилд фон Волденберг († 11 юни 1331) също е монахиня в Диздорф (1313). Роднина е на Хайнрих фон Волденберг († 13 юли 1318), епископ на Хилдесхайм, на Херман фон Бланкенбург († 1303), епископ на Халберщат, и Бурхард II фон Бланкенбург († 1305), архиепископ на Магдебург.
Ото граф фон Волденберг е през 1290 г. домхер в Хилдесхайм, провост на Св. Мориц в Хилдесхайм (1302 – 1323), архдякон в Халберщат (1305 – 1319). След смъртта на чичо му Хайнрих фон Волденберг през 1318 г. Ото II фон Волденберг е избран с пълно мнозинство от катедралния капител за епископ на Хилдесхайм. Той ръководи добре епископството си и го пази от нападатели. Сключва мир със съседните светски и духовни князе, господари и градове, купува имоти.
Ото II фон Волденберг умира на 3 август 1331 г. в Хилдесхайм и е погребан в катедралата там.